# Pieguda
Pieguda ist ein osttimoresischer Ort im Suco Molop (Verwaltungsamt Bobonaro, Gemeinde Bobonaro).
Das Dorf liegt im Nordwesten der Aldeia Omelai, auf einer Meereshöhe von 380 m, am Südufer des Pa. Der Pa ist ein Nebenfluss des Loumea. Südlich liegen auf einem Berg die Orte Omelai und Ilhago. Oberhalb des Nordufers gegenüber befindet sich der Ort Gill.